# GeoSPARQL
GeoSPARQL è uno standard per la rappresentazione e l'interrogazione di Linked data geografici nel Web semantico descritto dall'Open Geospatial Consortium (OGC). La definizione di una piccola ontologia basata sui ben noti standard OGC ha come scopo il fornire una base di scambio standardizzato per dati geospaziali RDF in grado di supportare interrogazioni sia qualitative sia quantitative con il linguaggio di query SPARQL.

## Esempio
La seguente query SPARQL di esempio formula la domanda "cosa c'è all'interno del rettangolo di selezione definito da 38.913574°N 77.089005°W e 38.886321°N 77.029953°W?"
```
PREFIX
 
geo
:
 
<http://www.opengis.net/ont/geosparql#>

PREFIX
 
geof
:
 
<http://www.opengis.net/def/geosparql/function/>

SELECT
 
?what

WHERE
 
{

  
?what
 
geo
:
hasGeometry
 
?geometry
 
.

  
FILTER
(
geof
:
within
(
?geometry
,

     
"POLYGON((

-77.089005
 
38.913574
,

-77.029953
 
38.913574
,

-77.029953
 
38.886321
,

-77.089005
 
38.886321
,

-77.089005
 
38.913574

))
"^^geo:wktLiteral))

}

```